# Илирян Бекири
Илирян Бекири (на албански: Ilirjan Beqiri; на македонска литературна норма: Илирјан Бекири) е политик от Северна Македония.

## Биография
Роден е на 5 март 1968 година в град Тетово. Завършва рисуване в Държавния университет в Тетово през 1998 година. През 2002 получава магистратура от Прищинския университет. В периода 1998-2002 е асистент във факултета по изобразително изкуство, а между 2002 и 2005 е професор там. Бекири става министър на културата на 28 август 2006 година, но на 12 април 2007 е принуден да подаде оставка след като забранява постановката „Тито“.